# Baldersbrår
Baldersbrår (Tripleurospermum) är ett släkte av korgblommiga växter. Baldersbrår ingår i familjen korgblommiga växter.

## Bildgalleri

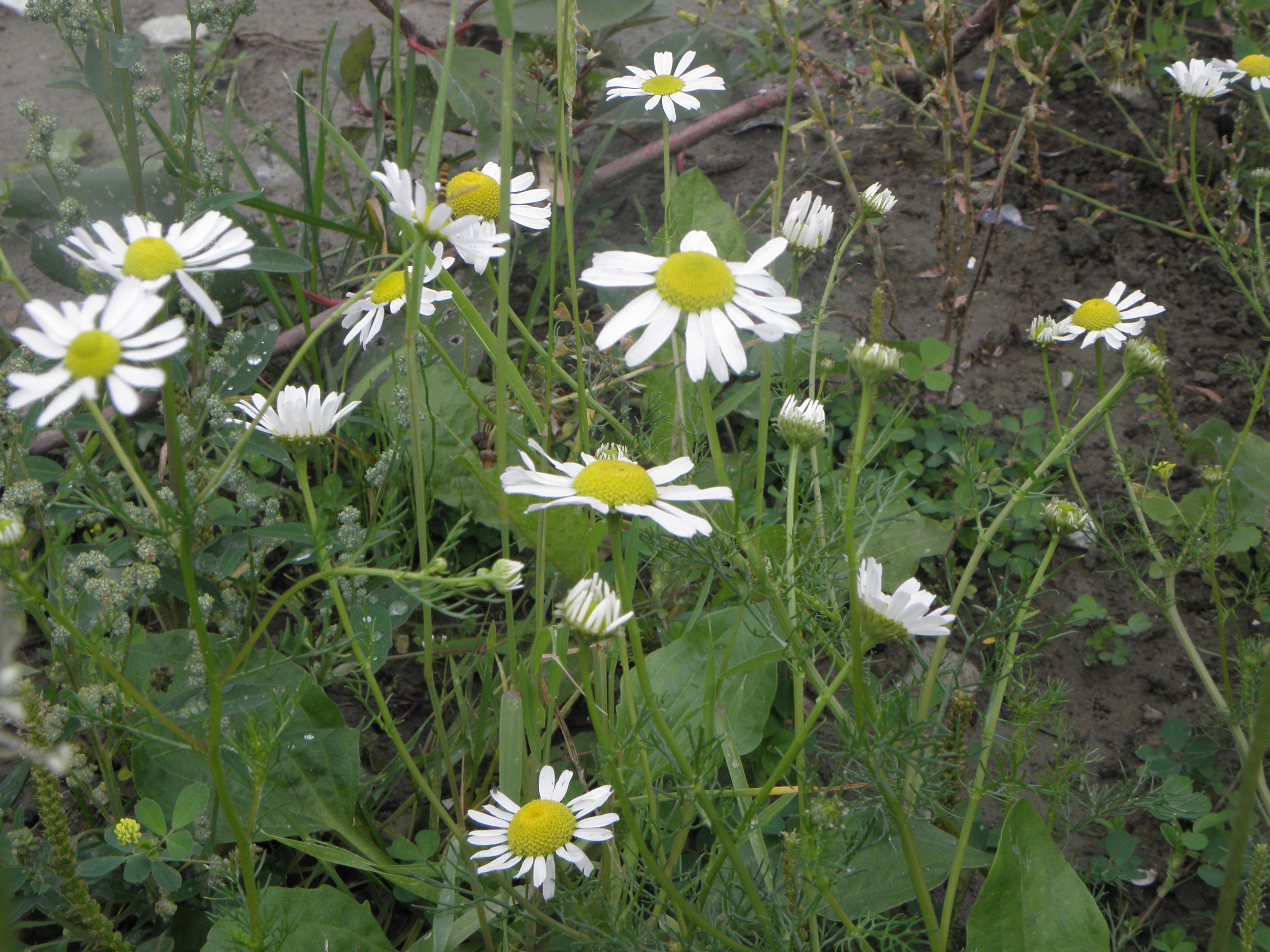
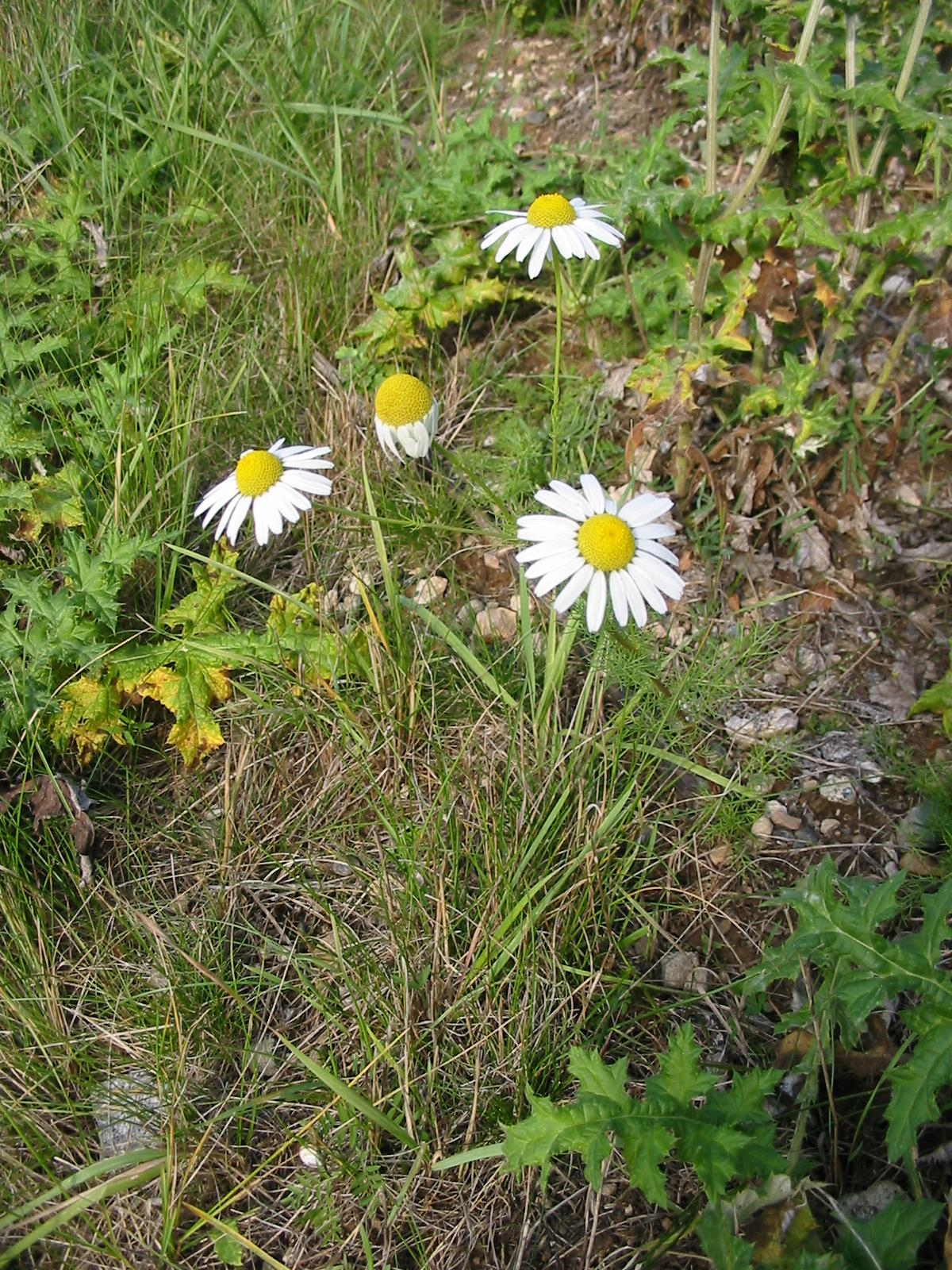

## Dottertaxa till Baldersbrår, i alfabetisk ordning[1]
- Tripleurospermum ambiguum
- Tripleurospermum auriculatum
- Tripleurospermum callosum
- Tripleurospermum caucasicum
- Tripleurospermum conoclinium
- Tripleurospermum daghestanicum
- Tripleurospermum decipiens
- Tripleurospermum disciforme
- Tripleurospermum disciformis
- Tripleurospermum elongatum
- Tripleurospermum fissurale
- Tripleurospermum grandiflorum
- Tripleurospermum heterolepis
- Tripleurospermum homogamum
- Tripleurospermum hygrophilum
- Tripleurospermum inodorum
- Tripleurospermum kotschyi
- Tripleurospermum lamellatum
- Tripleurospermum limosum
- Tripleurospermum maritimum
- Tripleurospermum melanolepis
- Tripleurospermum microcephalum
- Tripleurospermum monticola
- Tripleurospermum monticolum
- Tripleurospermum parviflorum
- Tripleurospermum pichleri
- Tripleurospermum repens
- Tripleurospermum rosellum
- Tripleurospermum rupestre
- Tripleurospermum sannineum
- Tripleurospermum sevanense
- Tripleurospermum subpolare
- Tripleurospermum szovitsii
- Tripleurospermum tempskyanum
- Tripleurospermum tenuifolium
- Tripleurospermum tetragonospermum
- Tripleurospermum transcaucasicum